# Aeropuerto Internacional Hewanorra
El Aeropuerto Internacional Hewanorra (IATA: UVF, OACI: TLPL) (del inglés: Hewanorra International Airport) ubicado cerca del Distrito de Vieux Fort, Santa Lucía, en el Caribe, es el más grande de los dos aeropuertos de Santa Lucía y es administrado por la Autoridad de Puertos Aéreos y Marítimos de Santa Lucía (SLASPA). Se encuentra en el cabo sur de la isla, a unos 53.4 km (33.2 millas) de la ciudad capital, Castries.
El aeropuerto es una instalación de Fire Categoría 9 que maneja a 700,000 pasajeros al año y puede acomodar al Boeing 747, Airbus A330, Airbus A340, Boeing 777 y otros aviones intercontinentales de largo alcance. El mantenimiento de las aeronaves es realizado por Caribbean Dispatch Services. El aeropuerto más pequeño del país, el Aeropuerto George F. L. Charles, se encuentra en Castries y maneja vuelos de pasajeros intercaribeños, que se operan con turbohélice y aviones de propulsión.

## Historia
El Aeropuerto Internacional de Hewanorra originalmente se llamaba Beane Army Airfield y fue utilizado como aeródromo militar por la Sexta Fuerza Aérea de las Fuerzas Aéreas del Ejército de los Estados Unidos durante la Segunda Guerra Mundial. Beane Field se activó a principios de 1941 con la misión de defender a Santa Lucía contra un ataque enemigo.
El nombre del aeropuerto es una palabra amerindia que significa "[tierra de la] iguana".

## Pista y calles de rodaje
El aeropuerto utiliza una sola pista este-oeste, conectada por dos calles de rodaje en su sección media, con bahías de giro al final para realizar el seguimiento. Como resultado de los vientos alisios que soplan hacia el noreste a través de Santa Lucía, todos los aviones generalmente llegan y salen en dirección este. Esto da como resultado una ruta de vuelo típica para los aviones que llegan a lo largo de la costa oeste de Santa Lucía, mientras que los vuelos que salen suelen volar a lo largo de la costa este de la isla. En ocasiones relativamente raras, las perturbaciones climáticas como el paso de huracanes o sistemas tropicales pueden obligar a los aviones a despegar o aterrizar en dirección oeste.
El aeropuerto está equipado con aproximaciones RNAV, VOR/DME y NDB.

## Otras instalaciones
El aeropuerto alberga la estación de Hewanorra de la Autoridad de Aviación Civil del Caribe Oriental.

## Aerolíneas y destinos

### Pasajeros
| Aerolíneas        | Destinos                                                  |
| ----------------- | --------------------------------------------------------- |
| Air Canada Rouge  | Toronto–Pearson                                           |
| American Airlines | Charlotte, Miami Estacional: Filadelfia, Nueva York–JFK   |
| British Airways   | Georgetown–Cheddi Jagan, Granada, Londres–Gatwick, Tobago |
| Delta Air Lines   | Atlanta                                                   |
| JetBlue Airways   | Nueva York–JFK Estacional: Boston                         |
| Sunwing Airlines  | Estacional: Toronto–Pearson                               |
| TUI Airways       | Londres–Gatwick                                           |
| United Airlines   | Estacional: Chicago–O'Hare, Newark                        |
| Virgin Atlantic   | Estacional: Londres–Heathrow                              |
| WestJet           | Toronto–Pearson                                           |

### Carga
| Aerolíneas             | Destinos                 |
| ---------------------- | ------------------------ |
| Air Cargo Carriers     | Dominica–Douglas-Charles |
| Amerijet International | Miami, Puerto España     |

### Destinos internacionales
Se brinda servicio a 14 ciudades extranjeras (4 estacionales), a cargo de 10 aerolíneas.
| Ciudades por país                                            | Nombre del aeropuerto                                     | Aerolíneas                                                 |              |              |
| Norteamérica                                                 | Norteamérica                                              | Norteamérica                                               | Norteamérica | Norteamérica |
| ------------------------------------------------------------ | --------------------------------------------------------- | ---------------------------------------------------------- | ------------ | ------------ |
| Canadá (1 destino, 3 aerolíneas)                             |                                                           |                                                            |              |              |
| Toronto                                                      | Aeropuerto Internacional Toronto Pearson                  | Air Canada Rouge / Sunwing Airlines (Estacional) / WestJet |              |              |
| Estados Unidos (8 destinos [3 estacionales], 4 aerolíneas)   |                                                           |                                                            |              |              |
| Atlanta                                                      | Aeropuerto Internacional Hartsfield-Jackson               | Delta Air Lines                                            |              |              |
| Boston                                                       | Aeropuerto Internacional Logan                            | JetBlue Airways (Estacional)                               |              |              |
| Charlotte                                                    | Aeropuerto Internacional de Charlotte-Douglas             | American Airlines                                          |              |              |
| Chicago                                                      | Aeropuerto Internacional O'Hare                           | United Airlines (Estacional)                               |              |              |
| Filadelfia                                                   | Aeropuerto Internacional de Filadelfia                    | American Airlines (Estacional)                             |              |              |
| Miami                                                        | Aeropuerto Internacional de Miami                         | American Airlines                                          |              |              |
| Newark                                                       | Aeropuerto Internacional Libertad de Newark               | United Airlines                                            |              |              |
| Nueva York                                                   | Aeropuerto Internacional John F. Kennedy                  | American Airlines (Estacional) / JetBlue Airways           |              |              |
| El Caribe                                                    |                                                           |                                                            |              |              |
| Granada (1 destino, 1 aerolínea)                             |                                                           |                                                            |              |              |
| Saint George                                                 | Aeropuerto Internacional Maurice Bishop                   | British Airways                                            |              |              |
| Guyana (1 destino, 1 aerolínea)                              |                                                           |                                                            |              |              |
| Georgetown                                                   | Aeropuerto Internacional Cheddi Jagan                     | British Airways                                            |              |              |
| Trinidad y Tobago (1 destino, 1 aerolínea)                   |                                                           |                                                            |              |              |
| Tobago                                                       | Aeropuerto Internacional Arturo Napoleón Raymond Robinson | British Airways                                            |              |              |
| Europa                                                       |                                                           |                                                            |              |              |
| Reino Unido (2 destinos [1 estacional], 3 aerolíneas)        |                                                           |                                                            |              |              |
| Londres                                                      | Aeropuerto de Londres-Gatwick                             | British Airways / TUI Airways                              |              |              |
| Londres                                                      | Aeropuerto de Londres-Heathrow                            | Virgin Atlantic (Estacional)                               |              |              |
| Total: 14 destinos (4 estacionales), 6 países, 10 aerolíneas |                                                           |                                                            |              |              |

## Accidentes e incidentes
- El vuelo 714 de Quebecair, un vuelo charter desde Toronto, se estrelló al acercarse al Aeropuerto Internacional de Hewanorra el 19 de febrero de 1979. La cizalladura del viento hizo que el avión detuviera su descenso. El copiloto, que volaba en ese momento, retrasó los aceleradores, pero el avión acababa de pasar la zona de cizalladura del viento, y la nariz se estrelló contra la pista y rebotó dos veces, destruyendo el tren de aterrizaje de la nariz. No hubo víctimas mortales y solo heridas leves. El avión sufrió daños irreparables y fue cancelado.